# Fossil Fighters: Frontier
Fossil Fighters: Frontier è un videogioco di ruolo sviluppato da Red Entertainment e Spike Chunsoft e prodotto da Nintendo.

## Introduzione
Si inizia il gioco scrivendo il proprio nome e scegliendo il personaggio preimpostato (a scelta tra maschio e femmina). Il giocatore è allievo di Capitan Stryker, e, dopo aver completato l'esame di guida del fossilstrada, l'esplorazione a coppie, la sconfitta del Gorgo nella Baia Idilliaca e la vittoria nel torneo di candidazione, nonché l'adozione di uno speciale vivosauro che ha trovato e salvato, diventerà ufficialmente un custode. Successivamente sbloccherà nuovi Paleoparchi, nuovi siti paleontologici e conoscerà nuovi paleoamici, i personaggi del gioco che possono venire con lui nei siti paleontologici e nei tornei, per aiutarlo a combattere e ad estrarre fossili. Infine, dovrà sconfiggere il pericoloso Dottor Blackraven in una battaglia senza pari!

## La battaglia finale
Quando il giocatore sarà andato molto avanti col gioco, dovrà liberare il vivosauro speciale dal sottomarino di Blackraven: la Balenera II. Si dovranno sconfiggere i luogotenenti del dottore, finché, arrivato nell'ultima stanza del piano -2 della Balenera II, il giocatore scoprirà che il vivosauro speciale è stato trasformato in un vivosauro oscuro. Il compito del giocatore è quello di sconfiggerlo e di farlo tornare buono. Ma il vivosauro, prima di ritrasformarsi, espellerà un cristallo di energia oscura, che Blackraven metterà dentro di sé trasformandosi nel mostruoso Terroraven. Ora il giocatore dovrà sconfiggere il Terroraven, per disintegrarlo e porre fine una volta per tutte ai diabolici piani di Blackraven.

## Personaggi

### Eroe
Il giocatore fa la parte del giovane custode che arriva alla base dei custodi. Dovrà affrontare diverse missioni fino a scontrarsi col cattivo che vuole conquistare il mondo.

### Capitan Stryker
Il capitano dei custodi. Ti affiderà diverse missioni, tra cui visitare, oltre al Paleoparco Asia, anche il Paleoparco America ed Europa, fino ad assegnarti il compito di sconfiggere il Dottor Blackraven.

### Dottor Baron Von Blackraven
Il comandante dell'Esercito DB ed il diretto nemico di Stryker e di tutta l'organizzazione dei custodi. Vuole usare una forza chiamata energia oscura, che rende potentissimi i vivosauri, ma sottrae loro il libero arbitrio. In pratica, Blackraven vorrebbe sottomettere i vivosauri al suo potere. Ha due luogotenenti: Olga Stroganoff e Karl Kawloon.

### Karl Kowloon
Uno dei luogotenenti di Blackraven. Lo incontrerai per la prima volta in un torneo a battaglie, in cui sarà tuo avversario e ti ruberà il trofeo! Lo dovrai affrontare nel Giardino d'Autunno, uno dei siti paleontologici del Paleoparco Asia. Un po' dopo la battaglia contro il Terroraven, incontrerai Karl che diventerà tuo paleoamico. Lo scurosauro potenziato di Karl è lo Zinodious, cioè la versione oscura del vivosauro Zino (Therizinosaurus).

### Olga Stroganoff
L'altra luogotenente di Blackraven. La incontrerai per la prima volta in un GP europeo del Sentiero Tortuoso, uno dei siti paleontologici europei. Olga si finge la coordinatrice del campione in carica che dovrai battere. Una volta sconfitto questo campione, Olga rivelerà la sua identità e, rubandoti anche lei il trofeo, si dirigerà nel Sentiero Tortuoso. Un po' dopo la battaglia contro il Terroraven, incontrerai Olga al Paleoparco America e ti chiedera di unirsi ai custodi. Dunque, diventerà tua paleoamica. Lo scurosauro potenziato di Olga è il Gorgostroika, cioè la versione oscura del vivosauro Gorgo (Gorgosaurus).

### Sean
Il presidente del Paleoparco America, è sempre allegro e sorridente. In passato si era scontrato con Dino Gigante, un famoso campione di battaglie, e Sean si faceva chiamare "Raul Sorrisio". Tu dovrai trovargli la sua maschera con l'aiuto della sorella Becky, e, insieme a lui, dovrai combattere contro Dino Gigante, che custodisce una cintura che contiene una pietra che ti servirà in futuro. Vincendo la battaglia e prendendo la pietra, Sean diventerà tuo paleoamico.

### Drake
Il presidente del Paleoparco Europa, è di lontane origini vichinghe. Tu dovrai sconfiggere con lui un pericoloso vivosauro, il Raja Devil, che sarebbe un vivosauro asiatico, il Raja (Rajasaurus), che inghiottendo una preziosa pietra che ti servirà, si è trasformato. Il Raja Devil era talmente cattivo e spaventoso che ha fatto scappare tutti i vivosauri selvatici dalle Distese Ghiacciate. Il tuo compito è recarsi lì, in quel luogo completamente desolato, e raggiungere la grotta dove, nascosto, viveva il terribile Raja Devil. Vincendo la battaglia e prendendo la pietra, Drake diventerà tuo paleoamico.

### Liu Ren
Il presidente del Paleoparco Asia, che sostituisce Stryker quando è impegnato. Quando scopri che Liu Ren è presidente, scoprirai che è stato in passato la persona che ti ha insegnato le basi di guida del fossilstrada. Insieme a lui dovrai andare al Lago dei Lumi, un sito paleontologico asiatico. Dovrai entrare nell'Antro del Drago, dove una statua a forma di drago cinese tiene in mano una preziosa pietra verde che di servirà in futuro. Liu Ren scambierà la pietra verde con una arancio, ma come vi volterete per andarvene, la statua si risveglierà, perché molto arrabbiata del furto della pietra. Una volta sconfitto il pericoloso Drago di Terra e portato via la pietra, Liu Ren diventerà tuo paleoamico.

### Altri paleoamici
Nel gioco incontrerai altri personaggi che, dopo aver collaborato insieme, dopo averli sconfitti o dopo averli salvati, diventeranno tuoi paleoamici.

## Paleoparchi e siti paleontologici
Nel mondo vi sono tre paleoparchi. I paleoparchi hanno i propri vivosauri, i propri fossili e i propri siti paleontologici.
Il Paleoparco Asia (base dei custodi) ha come siti paleontologici:
- Baia Idilliaca: Isola tropicale dove è possibile imparare le basi della guida, dell'estrazione e della battaglia.
- Lago dei Lumi: Una vasta area paludosa-montuosa dove si trovano vivosauri più potenti e nuovi tipi di fossili.
- Giardino d'Autunno: Un'area giapponese dove si può avvistare il Fuji e incontrare vivosauri molto potenti e trovare altri fossili.

Il Paleoparco America ha come siti paleontologici:
- Canyon Pepita: Canyon roccioso dove è possibile trovare vivosauri di tutti i ranghi.
- Dune Assetate: Area desertica dove si trovano nuovi tipi di fossili e vivosauri più potenti.
- Cascate Stellate: Luogo ambientato nella notte dove è possibile trovare molti fossili e vivosauri molto potenti.

Il Paleoparco Europa ha come siti paleontologici:
- Valle dell'Eco: Valle montuosa dove è possibile ammirare un suggestivo paesaggio dall'aria alpina e incontrare vivosauri di tutti i ranghi.
- Sentiero Tortuoso: Stradina sterrata immersa nelle foreste di latifoglie da cui partono sentierini nascosti e dove si incontrano vivosauri potenti e si trovano nuovi tipi di fossili.
- Distese Ghiacciate: Sito scandinavo avvolto da gelo, ghiaccio e neve, dove si incontrano vivosauri molto potenti ed altri tipi di fossili.

### Interno dei paleoparchi
I paleoparchi sono i centri di esplorazione e divertimento dei custodi, dove c'è tutto quello che serve. C'è l'edificio che ospita la Base dei Custodi (in Asia) e le Filiali (in America ed Europa), La Paleoarena per prenotare i tornei, La Paleobottega per comprare attrezzatura e partecipare agli Scava e Vinci, l'Officina per partire all'esplorazione di un sito paleontologico e la Multiofficina per partire all'Esplorazione Multigiocatori.
Ecco i diversi servizi dei paleoparchi:
- Nella Base dei Custodi e nelle Filiali Americana ed Europea si trovano la paleoanagrafe, dove puoi cambiare il tuo nome e quello dei tuoi vivosauri; il punto informazioni, dove puoi ricevere delle informazioni (inoltre, dopo la battaglia contro il Terroraven, potrai anche ascoltare tutte le varie musiche del gioco); la paleolestra, dove puoi allenare i tuoi vivosauri quotidianamente tra loro o contro amici Streetpass (vedi Modalità Più Giocatori); il Missiobot, dove puoi accettare le missioni da custode e riscattare le ricompense; la teleporta, utile per spostarsi da un Paleoparco all'altro; le stanze da letto (nella Base dei Custodi ce ne è solo una, l'altro è il Laboratorio di Professor Little); l'ascensore, dove puoi accedere agli uffici dei presidenti e di Capitan Stryker.
- Nella Paleoarena si trovano lo sportello tornei, dove puoi accedere ai vari tornei del Fossithlon o delle Paleolimpiadi; il COM.PIU.TER, dove si può accedere ai tornei con altri giocatori (vedi Modalità Più Giocatori).
- Nella Paleobottega si possono comperare attrezzature speciali per l'estrazione e partecipare ogni giorno ad eventi chiamati Scava e Vinci, dove ogni giorna si hanno tre possibilità per trovare dei fossili. Se nessuno dei tre fossili disponibili piace, lo Scava e Vinci si rimanda per il giorno dopo.
- Nelle Piazze si trova l'Officina, dove si può partire per un sito paleontologico scegliendo fossilstrada, sito e paleoamici. La Multiofficina serve per andare nei siti paleontologici ed esplorarli assieme ad altri giocatori.

### Corse al fossile
Ogni sito paleontologico dispone di corse al fossile, sbarrate con degli enormi cancelli per motivi di sicurezza. Una corsa al fossile consiste di trovare un fossile raro che si trova nella profondità della zona. Comunque, ci sarà anche un pericoloso Mangiafossili pronto ad aspettarti, oltre a numerosi altri selvatici lungo la strada. Il mangiafossili è un vivosauro della stessa specie del fossile da trovare, e all'inizio dorme, poi all'improvviso si sveglia e corre a divorare il fossile da trovare. Il tuo compito è quello di catturare il Mangiafossili prima che quest'ultimo divori il fossile. Poi, bisogna estrarre il fossile. Se sei arrivato abbastanza in tempo, potrai anche trovare uno scheletro raro, con cranio, torso, arti anteriori ed arti posteriori tutti rari! Se invece arivi un po' tardi, ti verrà dato solo un fossile, di solito il cranio raro. Se tarderai molto, il fossile diventerà irreparabilmente danneggiato ed impossibile da risvegliare o integrare.

## Vivosauri
Nel gioco ci sono 74 vivosauri, nonché 1 vivosauro speciale che ottieni nel gioco e 9 vivosauri Extra RA (più info sotto).
Vivosauri di tipo fuoco: 18 (+ speciale gioco + 1 Extra RA = 20)
Vivosauri di tipo acqua: 17 ( + 1 Extra RA = 18)
Vivosauri di tipo terra: 15 ( + 1 Extra RA = 16)
Vivosauri di tipo aria: 15 ( + 1 Extra RA = 16)
Vivosauri di tipo neutrale: 9 ( + 5 Extra RA = 14)

### Vivosauri di tipo fuoco
- Giganto (Giganotosaurus)
- T-Rex Sue (Tyrannosaurus)
- Gorgo (Gorgosaurus)
- Nychus (Deinonychus)
- U-Raptor (Utahraptor)
- Dilopho (Dilophosaurus)
- Hypsi (Hypsilophodon)
- Alxas (Alxasaurus)
- Stygi (Stygimoloch)
- Amargo (Amargasaurus)
- Igua US (Iguanodon)
- Ankylo BO (Ankylosaurus)
- Saichan (Saichania)
- Sinocera (Sinoceratops)
- Ptera JP (Pteranodon)
- Sungari (Dsungaripterus)
- Coatlus (Quetzalcoatlus)
- Dimetro (Dimetrodon)
- Pyro-Yuty (Extra RA) (Yutyrannus)
- Mordisauro, Addentasauro, Azzannasauro, Furore Scarlatto (vivosauro speciale gioco)

### Vivosauri di tipo acqua
- Mapo (Mapusaurus)
- Spino (Spinosaurus)
- Angato (Angaturama)
- Sucho (Suchomimus)
- Dilopho US (Dilophosaurus)
- Cryo (Cryolophosaurus)
- Hypsi US (Hypsilophodon)
- Seidon (Sauroposeidon)
- Titano (Titanosaurus)
- Toba (Toba Titanosaurus ?)
- Oloro (Olorotitan)
- Lophus MN (Saurolophus)
- Jiango (Tuojiangosaurus)
- Ankylo (Ankylosaurus)
- Tricera (Triceratops)
- Ajka (Ajkaceratops)
- Thalasso (Thalassodromeus)
- Idro-Yuty (Extra-RA) (Yutyrannus)

### Vivosauri di tipo terra
- Carchar (Carcharodontosaurus)
- Allo PT (Allosaurus)
- Cerato (Ceratosaurus)
- Raja (Rajasaurus)
- F-Raptor (Fukuiraptor)
- Pachy (Pachycephalosarus)
- Segno (Segnosaurus)
- Brachio TZ (Brachiosaurus)
- Diplo (Diplodocus)
- Argento (Argentinosaurus)
- Lophus (Saurolophus)
- Lexo (Lexovisaurus)
- Peltas (Sauropelta)
- Proto (Protoceratops)
- Hopter (Hatzegopteryx)
- Geo-Yuty (Extra RA) (Yutyrannus)

### Vivosauri di tipo aria
- T-Rex Stan (Tyrannosaurus)
- Tarbo (Tarbosaurus)
- Cerato TZ (Ceratosaurus)
- Beckles (Becklespinax)
- V-Raptor (Velociraptor)
- Hypsi AU (Hypsilophodon)
- Goyo (Goyocephale)
- Ampelo (Ampelosaurus)
- Igua (Iguanodon)
- Paraloph (Parasaurolophus)
- Stego (Stegosaurus)
- Goyle (Gargoylesaurus)
- Styraco (Styracosaurus)
- Ptera (Pteranodon)
- Edapho (Edaphosaurus)
- Aero-Yuty (Extra RA) (Yutyrannus)

### Vivosauri di tipo neutrale
- Lythro (Lythronax)
- Big Allo (Allosaurus)
- Spino ST (Spinosaurus)
- Zino (Therizinosaurus)
- Brachio (Brachiosaurus)
- Titano AR (Titanosaurus)
- Penta (Pentaceratops)
- Mihu (Mihunekisaurus ?)
- Ptera EU (Pteranodon)
- Tirannosauro (Extra RA)
- Sauroposeidon (Extra RA)
- Triceratopo (Extra RA)
- Zinodius (Extra RA), scurosauro di Zino (Therizinosaurus)
- Gorgostroika (Extra RA), scurosauro di Gorgo (Gorgosaurus)

### Ranghi
A seconda del rango, un vivosauro ha un attacco, una difesa, una velocità, un tasso di attacco critico, una precisione ed una schivata diversi fra di loro: per esempio, un vivosauro di rango 1 avrebbe pochissima potenza, poca difesa, poca velocità e nessun tasso di attacco critico, una precisione ed una schivata molto ridotta. Ma un vivosauro di rango 30, con la sua potenza e la sua precisione, ed il suo critico, potrebbe sconfiggere in un sol colpo gli avversari più deboli, e con la sua difesa e la sua schivata, potrebbe resistere anche a lunghe battaglie contro nemici più potenti. I ranghi cambiano a seconda dei punti che un vivosauro ottiene. I punti si ottengono in quattro modi:
1. Vincendo le battaglie. I punti ottenuti si basano sul rango dell'avversario (se contro i selvatici) (es.: sconfiggi un selvatico di rango 7, ottieni 7 punti) o sull'importanza della battaglia (se a un torneo o uno scontro DB) (es: ad un torneo 5 stelle, in finale puoi ottenere oltre 100 punti, o battendo il Terroraven, si ottengono tantissimi punti).
2. Allenando i tuoi vivosauri facendoli combattere tra di loro o contro amici via Internet (il punteggio si basa sul rango del tuo avversario, ma non sul numero del rango).
3. Integrando nuovi fossili (ottenendo i punti estraendoli, meno li rovini, più punti ottieni).
4. Battendo i record ai fossili già trovati (ottenendo più punti del tuo precedente record).

### Vantaggi e svantaggi elementari
Una delle chiavi per vincere la battaglia è avere dei vantaggi sui vivosauri avversari: se hai un vantaggio elementare, probabilmente vincerai, ma se hai uno svantaggio, fa attenzione, o potresti venire sconfitto! I vantaggi e gli svantaggi sono così:
Acqua>Fuoco>Aria>Terra>Acqua.
Neutrale.
L'Acqua, il Fuoco, la Terra e l'Aria hanno dei vantaggi e dei svantaggi tra di loro, ma il neutrale, invece, non ha né vantaggi né svantaggi garantendo così meno debolezze sugli attacchi avversari ma meno potenza sui suoi attacchi.

### Posizioni ottimali e sfavorevoli
Quando attacchi o vieni attaccato, la tua posizione può cambiare da quella che avevi prima. Qualche volta può essere ottimale, e quando vieni attaccato, ti infliggono meno danni, ma certe volte puoi finire nella posizione sfavorevole, e ottenere più danni, oltre ad un tasso di critico più alto. Alcuni vivosauri hanno una posizione ottimale, mentre tutti ne hanno almeno una sfavorevole. Le posizioni possono essere:
Rivolto in avanti: la posizione iniziale e ottimale solo in alcuni ceratopsi (es. Tricera (Triceratops) Assalto frontale). Es. ottimale Tricera (Triceratops), Penta (Pentaceratops), Styraco (Styracosaurus), Sinocera (Sinoceratops), Terroraven (Dottor Baron Von Blackraven trasformato)
Rivolto in basso: ci si finisce dopo alcune mosse (es. Tarbo (Tarbosaurus) Martellata maestosa). Es. ottimale: Igua (Iguanodon), Peltas (Sauropelta)... Es. sfavorevole: U-Raptor (Utahraptor), Dilopho US (Dilophosaurus Americano)...
Rivolto in alto: ci si finisce dopo alcune mosse (es. Ptera (Pteranodon) Uragano caotico). Es. ottimale: Ptera (Pteranodon), Seidon (Sauroposeidon)... Es. sfavorevole: T-Rex Sue, T-Rex Stan (Tyrannosaurus), Titano (Titanosaurus)...
Rivolto di spalle: ci si finisce dopo alcune mosse (es. Lophus (Saurolophus) Colpo sacrale). Es. ottimale: Ankylo (Ankylosaurus), Ankylo BO (Ankylosaurus Boliviano), Saichan (Saichania)... Es. sfavorevole: Lophus (Saurolophus), Lophus MN (Saurolophus mongolo), Beckles (Becklespinax)...

## Fossilstrada
Sono i mezzi speciali per visitare i siti paleontologici. Sono robusti da poter sostenere il peso di tutta l'attrezzatura necessaria per partire, sono muniti di attacchi per trivelle e martelli, utili nelle estrazioni, e hanno lo spazio per portare i dischisauri, piccole capsule a forma di moneta: una volta lanciati, si può richiamare il vivosauro al loro interno. Utili per iniziare in fretta una battaglia!
I fossilstrada sono 6, più 2 Extra RA (più info sotto):
4x4 leggera: il primo fossilstrada, utilizzabile solo per imparare le basi di guida. Velocità massima: ♦♦. Carico massimo: 235. Prese per gli attrezzi dell'estrazione: 2.
VivoSUV: versione migliorata della 4x4 leggera, più veloce e con più carico. Velocità massima: ♦♦♦. Carico massimo: 260. Prese per gli attrezzi dell'estrazione: 3.
Macinafango: fossilstrada che sfreccia anche fuoristrada, nell'acqua e nelle sabbie. Velocità massima: ♦♦♦♦. Carico massimo: 235. Prese per gli attrezzi dell'estrazione: 3.
Paleovan: fossilstrada ideato per le attrezzature pesanti. Velocità massima: ♦♦. Carico massimo: 270. Prese per gli attrezzi dell'estrazione: 4.
Triturarocce: potente fossilstrada che sfonda le rocce in un soffio. Velocità massima: ♦♦½. Carico massimo: 265. Prese per gli attrezzi dell'estrazione: 4.
Sfrecciasfalto: elegante e velocissimo, questo fossilstrada è ideale per le corse al fossile. Velocità massima: ♦♦♦♦♦. Carico massimo: 230. Prese per gli attrezzi dell'estrazione: 2.
Camion ruspante (Extra RA): potenziamento del Paleovan con una ruspa. Velocità massima: ♦♦½. Carico massimo: 280. Prese per gli attrezzi dell'estrazione: 2.
EV-405517 (Extra RA): prototipo di un nuovo fossilstrada. Velocità massima: ♦♦♦. Carico massimo: 260. Prese per gli attrezzi dell'estrazione: 2.

## Modalità Più Giocatori
Nel gioco si può usare la modalità Più Giocatori per esplorare i siti paleontologici e vincere tornei insieme. Si può usare la modalità Più Giocatori anche per allenare i vivosauri (vedi Ranghi).
- Esplorando i siti paleontologici potrete combattere ed estrarre i fossili insieme. Potrete andare uniti anche nelle corse al fossile!
- Nelle paleoarene ci sono i COM.PIU.TER (Comunità Più Giocatori della Terra), dove potrai iscriverti in tornei e combattere con altri giocatori.
- Attraverso l'Allenamento Streetpass potrai allenare i tuoi vivosauri facendoli combattere contro altri vivosauri di amici.

## Extra RA
Se tu, con la telecamera RA del gioco inquadri le speciali carte RA ideate per Fossil Fighters: Frontier (scarica PDF dal sito), potrai ottenere vivosauri e fossilstrada speciali. Per più informazioni, visita Fossil Fighters Frontier | Nintendo 3DS | Giochi | Nintendo.